# Takashi Kurosu
Takashi Kurosu est un joueur de baseball japonais né le 18 septembre 1968.

## Biographie
Takashi Kurosu participe aux Jeux olympiques d'été de 1996 à Atlanta et remporte la médaille d'argent.